# Дисгевзія
Дисгевзія, також відома як парагевзія, є спотворенням відчуття смаку. Дисгевзія також часто асоціюється з агевзією, тобто повною відсутністю смаку, і гіпогевзією, що є зниженням смакової чутливості. Зміна смаку чи запаху може бути вторинним процесом у різних хворобливих станах або може бути основним симптомом. Спотворення відчуття смаку є єдиним симптомом, і діагностика зазвичай ускладнена, оскільки відчуття смаку пов’язане з іншими сенсорними системами. Поширені причини дисгевзії включають хіміотерапію, лікування астми альбутеролом і дефіцит цинку. Захворювання печінки, гіпотиреоз і рідко певні типи судом також можуть призвести до дисгевзії. Різні препарати також можуть бути відповідальними за зміну відчуття смаку та спричиняти дисгевзію. Через різноманітність причин дисгевзії існує багато можливих методів лікування, які є ефективними для полегшення або припинення симптомів дисгевзії. До них відносяться штучна слина, пілокарпін, добавки цинку, зміни в медикаментозній терапії та альфа-ліпоєва кислота.

## Ознаки та симптоми
Єдиними симптомами є зміни смакових відчуттів, як правило, металевий присмак, і, іноді, запаху.

## Причини

### Хіміотерапія
Одною з найчастіших причин дисгевзії є хіміотерапія раку. Хіміотерапія часто викликає пошкодження порожнини рота, що призводить до запалення слизової оболонки порожнини рота, інфекції порожнини рота та дисфункції слинних залоз. Мукозит порожнини рота складається із запалення порожнини рота, а також ран і виразок на тканинах. Здорові люди зазвичай мають різноманітний спектр мікробних організмів, що проживають у ротовій порожнині; однак хіміотерапія може дозволити цим типово непатогенним агентам спричинити серйозну інфекцію, яка може призвести до зменшення слини. Крім того, пацієнти, які проходять променеву терапію, також втрачають слинні тканини. Слина є важливою складовою механізму смаку. Слина взаємодіє зі смаковими рецепторами в роті та захищає їх. Слина забезпечує кислий і солодкий смак через іони бікарбонату та глутамату відповідно. Солоний смак виникає, коли рівень хлориду натрію перевищує концентрацію в слині. Повідомлялося, що 50% пацієнтів на хіміотерапії мали або дисгевзію, або іншу форму порушення смаку. Прикладами хіміотерапевтичного лікування, яке може призвести до дисгевзії, є циклофосфамід, цисплатин, вісмодегіб і етопозид. Точний механізм дисгевзії, викликаної хіміотерапією, невідомий.

### Смакові рецептори
Спотворення смакових рецепторів може спричинити дисгевзію. У дослідженні, проведеному Масахіде Ясудою та Хітоші Томітою з Університету Ніхон Японії, було помічено, що пацієнти з цим розладом смаку мають менше мікроворсинок, ніж зазвичай. Крім того, ядро та цитоплазма клітин смакової бруньки були зменшені. Згідно з їхніми висновками, дисгевзія є наслідком втрати мікроворсинок і зменшення внутрішньоклітинних везикул типу III, які потенційно можуть перешкоджати смаковому шляху. Опромінення голови та шиї також призводить до прямого руйнування смакових рецепторів, окрім наслідків зміни виділення слини.

### Дефіцит цинку
Іншою основною причиною дисгевзії є дефіцит цинку. Хоча точна роль цинку в дисгевзії невідома, було зазначено, що цинк частково відповідає за відновлення та формування смакових рецепторів. Цинк якимось чином прямо чи опосередковано взаємодіє з карбоангідразою VI, впливаючи на концентрацію густину, який пов’язаний із виробленням смакових рецепторів. Також повідомлялося, що у пацієнтів, які отримували цинк, спостерігається підвищення концентрації кальцію в слині. Щоб правильно працювати, смакові рецептори покладаються на рецептори кальцію. Цинк «є важливим кофактором для лужної фосфатази, найбільш поширеного ферменту в мембранах смакових рецепторів; він також є компонентом білка привушної слини, важливого для розвитку та підтримки нормальних смакових рецепторів».

### Ліки
Існує також широкий спектр препаратів, які можуть спровокувати дисгевзію, включаючи зопіклон, H1-антигістамінні препарати, такі як азеластин і емедастин. Близько 250 препаратів впливають на смак. Натрієві канали, пов’язані зі смаковими рецепторами, можуть бути інгібовані амілоридом, а утворення нових смакових рецепторів і слини може перешкоджати антипроліферативним препаратам. У слині можуть бути сліди ліків, що викликають металевий присмак у роті, наприклад, карбонату літію та тетрациклінів. Препарати, що містять сульфгідрильні групи, включаючи пеніциламін і каптоприл, можуть реагувати з цинком і викликати дефіцит. Було виявлено, що метронідазол і хлоргексидин взаємодіють з іонами металів, які зв'язуються з клітинною мембраною. Препарати, які діють шляхом блокування ренін-ангіотензин-альдостеронової системи, наприклад, антагонізуючи рецептори ангіотензину II (як це робить епросартан), були пов’язані з дисгевзією.  Існує кілька повідомлень про випадки, в яких стверджується, що блокатори кальцієвих каналів, такі як амлодипін, також викликають дисгезію, блокуючи чутливі до кальцію смакові рецептори. 

### Вагітність
Зміни рівня деяких гормонів під час вагітності, наприклад, естрогену, можуть вплинути на відчуття смаку. Дослідження показало, що 93 відсотки вагітних жінок повідомляли про певну зміну смаку під час вагітності.

### Інші причини
Ксеростомія, також відома як синдром сухості в роті, може спровокувати дисгевзію, оскільки нормальні виділення та концентрація слини необхідні для смаку. Пошкодження язико-глоткового нерва може призвести до дисгевзії. Крім того, потенційними факторами можуть бути пошкодження варолієвого моста, таламуса та середнього мозку, які утворюють смаковий шлях. У конкретному дослідженні 22% пацієнтів, у яких була обструкція сечового міхура, також відчували дисгевзію. Дисгевзія була усунена у 100% цих пацієнтів після усунення обструкції. Хоча невідомо, який зв’язок між полегшенням сечового міхура та дисгевзією, було помічено, що зони, відповідальні за сечовидільну систему та смак у мосту та корі головного мозку, знаходяться дуже близько.
Дисгевзія часто виникає з невідомих причин. Широкий спектр різноманітних факторів може сприяти цьому розладу смаку, наприклад шлунковий рефлюкс, отруєння свинцем і цукровий діабет. Споживання деяких кедрових горіхів може викликати порушення смаку з не зовсім доведених причин. Певні пестициди можуть мати шкідливий вплив на смакові рецептори та нерви ротової порожнини. Ці пестициди включають хлорорганічні сполуки та карбаматні пестициди. Пошкодження периферичних нервів і пошкодження парасимпатичного корінця піднижньощелепного вузла також викликають дисгевзію. Хірургічний ризик при ларингоскопії та тонзилектомії включає дисгевзію. Пацієнти з синдромом печіння в роті, швидше за все жінки в менопаузі, також часто мають дисгевзію.

### Нормальне функціонування
Відчуття смаку засноване на виявленні хімічних речовин спеціалізованими смаковими клітинами в роті. Рот, горло, гортань і стравохід мають смакові рецептори, які змінюються кожні десять днів. Кожна смакова брунька містить рецепторні клітини. Аферентні нерви контактують з рецепторними клітинами в основі смакової бруньки. Одна смакова брунька іннервується декількома аферентними нервами, тоді як одне еферентне волокно іннервує кілька смакових бруньок. Грибоподібні сосочки присутні на передній частині язика, тоді як циркумвальтні сосочки та листяні сосочки знаходяться на задній частині язика. Слинні залози відповідають за зволоження смакових рецепторів слиною.
Одна смакова брунька складається з чотирьох типів клітин, і кожна смакова брунька складається з від 30 до 80 клітин. Клітини типу I мають тонку форму, зазвичай на периферії інших клітин. Вони також містять велику кількість хроматину. Клітини типу II мають помітні ядра та ядерця з набагато меншою кількістю хроматину, ніж клітини типу I. Клітини III типу мають безліч мітохондрій і великих везикул . Клітини типів I, II і III також містять синапси. Клітини типу IV зазвичай вкорінюються на задньому кінці смакової бруньки. Кожна клітина смакової бруньки утворює на кінцях мікроворсинки.

## Діагностика
Загалом розлади смаку складно діагностувати та оцінювати. Оскільки смакові функції пов’язані з нюхом, соматосенсорною системою та сприйняттям болю (через яке ми відчуваємо гостроту їжі), важко вивчити відчуття, опосередковані окремою системою. Крім того, смакова дисфункція зустрічається рідко в порівнянні з розладами нюху.
Діагностика дисгевзії починається з опитування пацієнта про слиновиділення, ковтання, жування, біль у роті, попередні вушні інфекції (на котрі можуть вказувати проблеми зі слухом або рівновагою), гігієну ротової порожнини та проблеми зі шлунком. При первинній оцінці анамнезу також враховується можливість наявності супутніх захворювань, таких як цукровий діабет, гіпотиреоз або рак. Проводиться клінічне обстеження, що включає огляд язика і ротової порожнини. Крім того, оглядається слуховий прохід, оскільки ураження барабанної струни також може привести до цього розладу.

### Тестування смаку
Для подальшої класифікації ступеня дисгевзії та клінічного вимірювання відчуття смаку може бути проведено смакове тестування. Смакові тести проводяться або як процедуру всього рота, або як регіональний тест. В обох методах можна використовувати природні або електричні стимули. Під час регіонального тестування 20–50 мкл рідини наносять на передню та задню стінки язика за допомогою піпетки, змочених дисків фільтрувального паперу або ватних тампонів. При дослідженні цілого рота вводять невеликі кількості (2-10 мл) розчину, і пацієнта просять прополоскати рота цим розчином.
Порогові тести на сахарозу (солодкий смак), лимонну кислоту (кислий смак), хлорид натрію (солоний смак) і хінін або кофеїн (гіркий смак) часто виконуються природними стимулами. Однією з найбільш часто використовуваних методик є «тест трьох крапель». У цьому тесті пацієнту дають три краплі рідини. Одна з крапель - смаковий подразник, а дві інші - чиста вода. Поріг визначається як концентрація, при якій пацієнт правильно визначає смак три рази поспіль. 
Надпорогові тести, які забезпечують інтенсивність смакових подразників вище порогових рівнів, використовуються для оцінки здатності пацієнта відрізняти смаки за інтенсивністю та оцінити величину надпорогової втрати смаку. З цих тестів оцінки приємності можуть бути отримані за допомогою прямого шкалювання або методу відповідності величини, і вони можуть мати значення для діагностики дисгевзії. Тести прямого шкалювання показують здатність розрізняти стимули різної інтенсивності та те, чи є стимул однієї якості (солодкий) сильнішим чи слабшим за стимул іншої якості (кислий). Пряме масштабування не можна використовувати, щоб визначити, чи смаковий подразник сприймається на ненормальному рівні. У цьому випадку використовується відповідність величини, при якій пацієнта просять оцінити інтенсивність смакових подразників і подразників іншої сенсорної системи, наприклад, гучність тону, за аналогічною шкалою. Наприклад, Коннектикутський хемосенсорний клінічний дослідницький центр просить пацієнтів оцінити інтенсивність стимулів хлориду натрію, сахарози, лимонної кислоти та хініну гідрохлориду, а також гучність сигналів у 1000 Гц. 
Інші тести включають ідентифікацію або розрізнення загальних смакових речовин. Повідомлялося, що місцева анестезія язика також корисна для діагностики дисгевзії, оскільки було показано, що вона тимчасово полегшує симптоми дисгевзії. Крім методів, заснованих на введенні хімічних речовин в мову, часто використовується електрогустометрія. Вона заснована на викликанні смакових відчуттів за допомогою анодного електричного постійного струму. Пацієнти зазвичай повідомляють про кислі або металеві відчуття, подібні до тих, які пов’язані з дотиком обох полюсів живої батареї до язика. Незважаючи на те, що електрогустометрія широко використовується, кореляція між електричними та хімічними відчуттями доволі слабка.

### Діагностичні засоби
Певні діагностичні засоби також можуть бути використані для визначення ступеня дисгевзії. Електрофізіологічні тести та прості рефлекторні тести можуть бути застосовані для виявлення аномалій у шляхах від нерва до стовбура мозку. Наприклад, мигальний рефлекс можна використовувати для оцінки цілісності шляху трійчастого нерва – варолієва моста – лицьового нерва, який може відігравати певну роль у смаковій функції.
Структурна візуалізація зазвичай використовується для дослідження пошкоджень смакового шляху. Магнітно-резонансна томографія дозволяє безпосередньо візуалізувати черепні нерви. Крім того, він надає важливу інформацію про тип і причину ураження. Аналіз кровотоку слизової оболонки ротової порожнини в поєднанні з оцінкою автономних серцево-судинних факторів виявляється корисним у діагностиці розладів вегетативної нервової системи при синдромі печіння рота та у пацієнтів із вродженими розладами, обидва з яких пов’язані зі смаковою дисфункцією. 
Крім того, слід провести аналіз слини, оскільки вона є середовищем смакових рецепторів, включаючи транспорт смаку до рецептора та захист смакового рецептора. Типові клінічні дослідження включають сіалометрію та сіалохімію. Дослідження показали, що електронні мікрофотографії смакових рецепторів, отримані зі зразків слини, вказують на патологічні зміни в смакових рецепторах пацієнтів з дисгевзією та іншими розладами смаку.

## Лікування

### Штучна слина і пілокарпін
Оскільки ліки були пов’язані з приблизно 22% до 28% усіх випадків дисгевзії, дослідження лікування для цієї конкретної причини було важливим. Ксеростомія, або зменшення виділення слини, може бути побічним ефектом багатьох ліків, що, у свою чергу, може призвести до розвитку розладів смаку, таких як дисгевзія. Пацієнти можуть зменшити наслідки ксеростомії за допомогою м’ятних таблеток, жувальної гумки без цукру або таблеток для розсмоктування, також може бути призначене збільшення виділення слини за допомогою штучної слини або пероральному прийманню пілокарпіну. Штучна слина імітує характеристики природної слини, змащуючи та захищаючи порожнину рота, але не забезпечує жодних травних або ферментативних переваг. Пілокарпін є холінергічним препаратом, тобто він має такі ж ефекти, як нейромедіатор ацетилхолін . Ацетилхолін має функцію стимуляції слинних залоз до активного вироблення слини. Збільшення виділення слини є ефективним у покращенні руху смакових речовин до смакових рецепторів.

### Дефіцит цинку

#### Добавки цинку
Приблизно половина спотворень смаку, пов’язаних із прийомом ліків, викликана дефіцитом цинку. Відомо, що багато ліків хелатують, або зв’язують цинк, перешкоджаючи належному функціонуванню цього елемента. Через причинно-наслідковий зв’язок між недостатнім рівнем цинку та розладами смаку було проведено дослідження, щоб перевірити ефективність добавок цинку як можливого лікування дисгевзії. У рандомізованому клінічному дослідженні п’ятдесят пацієнтам з ідіопатичною дисгевзією отримували плацебо або цинк, або лактозу. Пацієнти, яким призначали цинк, повідомили про покращення смакової функції та менш виражені симптоми порівняно з контрольною групою, що свідчить про те, що цинк може бути корисним для лікування. Однак ефективність цинку в минулому була неоднозначною. У другому дослідженні 94% пацієнтів, які отримували добавки цинку, не відчули жодного покращення свого стану. Ця неоднозначність, швидше за все, пов’язана з малими розмірами вибірки та широким діапазоном причин дисгевзії. Рекомендована добова пероральна доза 25–100 мг у вигляді глюконату цинку, видається ефективним засобом для лікування дисфункції смаку за умови низького рівня цинку в сироватці крові. При цьому, немає достатньої кількості доказів, щоб визначити, чи здатні добавки цинку лікувати дисгевзію коли концентрація цинку в крові не є низькою.
У Кокранівському огляді 2017 року було оцінено вплив різних втручань на лікування розладів смаку. Існували докази дуже низької якості на підтримку ролі добавок цинку в покращенні гостроти смаку та розрізнення смаку у пацієнтів із дефіцитом цинку або ідіопатичними розладами смаку. Потрібні подальші дослідження, щоб покращити якість доказів щодо добавок цинку як ефективного втручання для лікування дисгевзії. 

#### Інфузія цинку при хіміотерапії
Повідомлялося, що приблизно 68% хворих на рак, які проходять хіміотерапію, відчувають порушення сенсорного сприйняття, такі як дисгевзія. У пілотному дослідженні за участю дванадцяти пацієнтів з раком легенів хіміотерапевтичні препарати були інфузовані з цинком, щоб перевірити його потенціал у лікуванні. Результати показали, що через два тижні пацієнти, які отримували лікування з добавками цинку, не повідомляли про порушення смаку, тоді як більшість пацієнтів у контрольній групі, які не отримували цинк, повідомляли про зміни смаку. Однак дослідження, проведене у різних установах за участю більшої вибірки з 169 пацієнтів, показало, що хіміотерапія, введена з цинком, не вплинула на розвиток розладів смаку у хворих на рак. Надмірна кількість цинку в організмі може мати негативний вплив на імунну систему, тому лікарі повинні бути обережними, призначаючи цинк онкологічним пацієнтам з ослабленим імунітетом. Оскільки розлади смаку можуть мати шкідливий вплив на якість життя пацієнта, необхідно провести більше досліджень щодо можливих методів лікування, таких як добавки цинку.

### Зміна медикаментозної терапії
Наслідки дисгевзії, пов’язаної з прийомом ліків, часто можна усунути, припинивши прийом пацієнтом препаратів, що змінюють смак. В одному випадку жінка віком 48 років, яка страждала на гіпертензію, отримувала валсартан. Через нездатність цього препарату лікувати її стан, вона почала приймати схему епросартану, антагоніста рецепторів ангіотензину II. Протягом трьох тижнів вона почала відчувати металевий присмак і печіння в роті, які припинилися, коли вона припинила вживання ліків. Коли вона почала приймати епросартан вдруге, її дисгевзія повернулася. У другому випадку 59-річному чоловікові призначили амлодипін для лікування гіпертонії. Після восьми років прийому препарату у нього зникла втрата смакових відчуттів і оніміння язика.  Коли в нього закінчилися ліки, він вирішив не поповнювати їх запаси і припинив прийом амлодипіну. Після цього самоусунення препарату він повідомив, що відчув повернення смакових відчуттів. Коли він знову виписав рецепт і почав приймати амлодипін вдруге, розлад смаку з’явився знову. Ці два випадки свідчать про те, що існує зв’язок між цими препаратами та розладами смаку. Цей зв’язок підтверджується «відкликанням» і «повторним оскарженням», які мали місце в обох випадках.  Виявляється, що лікарську дисгевзію можна полегшити, зменшивши дозу препарату або замінивши його іншим препаратом того ж класу.

### Альфа-ліпоєва кислота
Альфа-ліпоєва кислота (ALA) є антиоксидантом, який природним чином виробляється клітинами людини. Його також можна вводити в капсулах або можна знайти в таких продуктах, як червоне м’ясо, м’ясні органи та дріжджі. Як і інші антиоксиданти, він функціонує, позбавляючи організм від шкідливих вільних радикалів, які можуть завдати шкоди тканинам і органам. Він відіграє важливу роль у циклі Кребса як кофермент, що веде до виробництва антиоксидантів, внутрішньоклітинного глутатіону та факторів росту нервів. Дослідження на тваринах також виявили здатність альфа-ліпоєвої кислоти покращувати швидкість нервової провідності. Оскільки смаки сприймаються різницею електричного потенціалу через специфічні нерви, що іннервують язик, ідіопатична дисгевзія може бути формою нейропатії. Доведено, що альфа-ліпоєва кислота є ефективним засобом лікування синдрому печіння рота, що стимулює дослідження щодо її потенціалу для лікування дисгевзії.  У дослідженні за участю сорока чотирьох пацієнтів із діагностованим розладом одна половина отримувала препарат протягом двох місяців, а інша половина, контрольна група, отримувала плацебо протягом двох місяців, а потім двомісячне лікування альфа-ліпоєвою кислотою.  Результати показують, що 91% групи, яка спочатку отримувала альфа-ліпоєву кислоту, повідомили про покращення свого стану порівняно з лише 36% з контрольної групи, що повідомили про покращення. Після лікування контрольної групи альфа-ліпоєвою кислотою, 72% повідомили про покращення.  Це дослідження свідчить про те, що альфа-ліпоєва кислота може бути потенційним засобом лікування пацієнтів, і підтверджує необхідність проведення повних подвійних сліпих рандомізованих досліджень. 

### Полегшення дисгевзії
На додаток до вищезазначених методів лікування існує також багато підходів до лікування, які можуть полегшити симптоми дисгевзії. До них відносяться використання неметалевого столового срібла, уникання металевих або гірких продуктів, збільшення споживання продуктів з високим вмістом білка, приправлення їжі спеціями та приправами, подача їжі холодною для зменшення неприємного смаку або запаху, часте чищення зубів і використання рідини для полоскання рота або використання сіологічних засобів, таких як жування жувальної гумки без цукру або крапель із кислим смаком, які стимулюють вироблення слини. Коли відчуття смаку спотворене, відчуття від їжі можна покращити за допомогою інших засобів, крім смаку, таких як текстура, аромат, температура та колір.

### Психологічні впливи
Люди з дисгевзією також змушені контролювати вплив розладу на якість їхнього життя. Змінений смак впливає на вибір і споживання їжі та може призвести до втрати ваги, недоїдання, ослаблення імунітету та погіршення здоров’я.  Пацієнти з діагнозом дисгевзія повинні бути обережними, додаючи цукор і сіль до їжі, і повинні бути впевнені, що не компенсують відсутність смаку надмірною кількістю.  Оскільки люди похилого віку часто приймають кілька ліків, у них є ризик розладів смаку, що підвищує ймовірність розвитку депресії, втрати апетиту та різкої втрати ваги.  Це є причиною для оцінки та лікування їх дисгевзії. У пацієнтів, які проходять хіміотерапію, спотворення смаку часто можуть бути серйозними та ускладнювати дотримання режиму лікування раку.  Інші проблеми, які можуть виникнути, включають анорексію та поведінкові зміни, які можуть бути неправильно витлумачені як психіатричні помилки щодо їжі.  Симптоми, включаючи параною, амнезію, порушення роботи мозочка та млявість, також можуть проявлятися під час лікування гістидином . 

## Майбутні дослідження
Щороку понад 200 000 осіб звертаються до своїх лікарів із приводу хіміосенсорних проблем, і про набагато більше розладів смаку ніколи не повідомляють. Due to the large number of persons affected by taste disorders, basic and clinical research are receiving support at different institutions and chemosensory research centers across the country. Через велику кількість людей, які страждають від розладів смаку, фундаментальні та клінічні дослідження отримують підтримку в різних установах і хемосенсорних дослідницьких центрах. Ці клініки смаку та нюху зосереджують свої дослідження на кращому розумінні механізмів, залучених до смакової функції та розладів смаку, таких як дисгевзія. Наприклад, американський Національний інститут глухоти та інших комунікаційних розладів вивчає механізми, що лежать в основі ключових рецепторів смакових клітин, і застосовує ці знання до майбутнього ліків і штучних харчових продуктів. Тим часом клініка смаку та запаху Центру здоров’я Університету Коннектикуту об’єднує поведінкові, нейрофізіологічні та генетичні дослідження, що включають концентрацію та інтенсивність стимулів, щоб краще зрозуміти функцію смаку.